# Grand Prix Singapuru 2023
Grand Prix Singapuru 2023 (oficiálně Formula 1 Singapore Airlines Singapore Grand Prix 2023) se jela na okruhu Marina Bay Street Circuit v Singapuru dne 17. září 2023. Závod byl patnáctým v pořadí v sezóně 2023 šampionátu Formule 1. Jednalo se o první a zároveň poslední závod v sezóně, který nevyhrál jezdec Red Bullu.

## Kvalifikace
Kvalifikace se uskutečnila 16. září 2023 ve 21:00 místního času (UTC+8).
| Poř.                        | Č. | Jezdec           | Konstruktér                  | Časy v kvalifikaci | Časy v kvalifikaci | Časy v kvalifikaci | Pořadí na startu |
| Poř.                        | Č. | Jezdec           | Konstruktér                  | Q1                 | Q2                 | Q3                 | Pořadí na startu |
| --------------------------- | -- | ---------------- | ---------------------------- | ------------------ | ------------------ | ------------------ | ---------------- |
| 1                           | 55 | Carlos Sainz Jr. | Ferrari                      | 1:32.339           | 1:31.439           | 1:30.984           | 1                |
| 2                           | 63 | George Russell   | Mercedes                     | 1:32.331           | 1:31.743           | 1:31.056           | 2                |
| 3                           | 16 | Charles Leclerc  | Ferrari                      | 1:32.406           | 1:32.012           | 1:31.063           | 3                |
| 4                           | 4  | Lando Norris     | McLaren-Mercedes             | 1:32.483           | 1:31.951           | 1:31.270           | 4                |
| 5                           | 44 | Lewis Hamilton   | Mercedes                     | 1:32.651           | 1:32.019           | 1:31.485           | 5                |
| 6                           | 20 | Kevin Magnussen  | Haas-Ferrari                 | 1:32.242           | 1:31.892           | 1:31.575           | 6                |
| 7                           | 14 | Fernando Alonso  | Aston Martin Aramco-Mercedes | 1:32.584           | 1:31.835           | 1:31.615           | 7                |
| 8                           | 31 | Esteban Ocon     | Alpine-Renault               | 1:32.369           | 1:32.089           | 1:31.673           | 8                |
| 9                           | 27 | Nico Hülkenberg  | Haas-Ferrari                 | 1:32.100           | 1:31.994           | 1:31.808           | 9                |
| 10                          | 40 | Liam Lawson      | AlphaTauri-Honda RBPT        | 1:32.215           | 1:32.166           | 1:32.268           | 10               |
| 11                          | 1  | Max Verstappen   | Red Bull Racing-Honda RBPT   | 1:32.398           | 1:32.173           |                    | 11               |
| 12                          | 10 | Pierre Gasly     | Alpine-Renault               | 1:32.452           | 1:32.274           |                    | 12               |
| 13                          | 11 | Sergio Pérez     | Red Bull Racing-Honda RBPT   | 1:32.099           | 1:32.310           |                    | 13               |
| 14                          | 23 | Alexander Albon  | Williams-Mercedes            | 1:32.668           | 1:33.719           |                    | 14               |
| 15                          | 22 | Júki Cunoda      | AlphaTauri-Honda RBPT        | 1:31.991           | Bez času           |                    | 15               |
| 16                          | 77 | Valtteri Bottas  | Alfa Romeo-Ferrari           | 1:32.809           |                    |                    | 16               |
| 17                          | 81 | Oscar Piastri    | McLaren-Mercedes             | 1:32.902           |                    |                    | 17               |
| 18                          | 2  | Logan Sargeant   | Williams-Mercedes            | 1:33.252           |                    |                    | 18               |
| 19                          | 24 | Čou Kuan-jü      | Alfa Romeo-Ferrari           | 1:33.258           |                    |                    | PL               |
| 20                          | 18 | Lance Stroll     | Aston Martin Aramco-Mercedes | 1:33.397           |                    |                    | —                |
| 107 % času vítěze: 1:38.430 |    |                  |                              |                    |                    |                    |                  |
| Zdroj:                      |    |                  |                              |                    |                    |                    |                  |

Poznámky
1. ↑  Čou Kuan-jü se kvalifikoval jako 19., ale musel odstartovat z konce startovního roštu poté, co nasadil novou součást pohonné jednotky. Nakonec ale odstartoval z boxů, jelikož nové komponenty byly vyměněny během parc fermé.
2. ↑  Lance Stroll se kvalifikoval jako 20., z důvodu těžké nehody ale ze závodu odstoupil.

## Závod
Závod se uskutečnil 17. září 2023 ve 20:00 místního času (UTC+8).
| Poř.                                                               | No. | Jezdec           | Konstruktér                  | Počet kol | Čas/Odstoupení  | Start | Body |
| ------------------------------------------------------------------ | --- | ---------------- | ---------------------------- | --------- | --------------- | ----- | ---- |
| 1                                                                  | 55  | Carlos Sainz Jr. | Ferrari                      | 62        | 1:46:37.418     | 1     | 25   |
| 2                                                                  | 4   | Lando Norris     | McLaren-Mercedes             | 62        | +0.812          | 4     | 18   |
| 3                                                                  | 44  | Lewis Hamilton   | Mercedes                     | 62        | +1.269          | 5     | 16   |
| 4                                                                  | 16  | Charles Leclerc  | Ferrari                      | 62        | +21.177         | 3     | 12   |
| 5                                                                  | 1   | Max Verstappen   | Red Bull Racing-Honda RBPT   | 62        | +21.441         | 11    | 10   |
| 6                                                                  | 10  | Pierre Gasly     | Alpine-Renault               | 62        | +38.441         | 12    | 8    |
| 7                                                                  | 81  | Oscar Piastri    | McLaren-Mercedes             | 62        | +41.479         | 17    | 6    |
| 8                                                                  | 11  | Sergio Pérez     | Red Bull Racing-Honda RBPT   | 62        | +59.534         | 13    | 4    |
| 9                                                                  | 40  | Liam Lawson      | AlphaTauri-Honda RBPT        | 62        | +1:05.918       | 10    | 2    |
| 10                                                                 | 20  | Kevin Magnussen  | Haas-Ferrari                 | 62        | +1:12.116       | 6     | 1    |
| 11                                                                 | 23  | Alexander Albon  | Williams-Mercedes            | 62        | +1:13.417       | 14    |      |
| 12                                                                 | 24  | Čou Kuan-jü      | Alfa Romeo-Ferrari           | 62        | +1:23.649       | PL    |      |
| 13                                                                 | 27  | Nico Hülkenberg  | Haas-Ferrari                 | 62        | +1:26.201       | 9     |      |
| 14                                                                 | 2   | Logan Sargeant   | Williams-Mercedes            | 62        | +1:26.889       | 18    |      |
| 15                                                                 | 14  | Fernando Alonso  | Aston Martin Aramco-Mercedes | 62        | +1:27.603       | 7     |      |
| 16                                                                 | 63  | George Russell   | Mercedes                     | 61        | Nehoda          | 2     |      |
| Ret                                                                | 77  | Valtteri Bottas  | Alfa Romeo-Ferrari           | 51        | Přehřívání      | 16    |      |
| Ret                                                                | 31  | Esteban Ocon     | Alpine-Renault               | 42        | Převodovka      | 8     |      |
| Ret                                                                | 22  | Júki Cunoda      | AlphaTauri-Honda RBPT        | 0         | Následky nehody | 15    |      |
| WD                                                                 | 18  | Lance Stroll     | Aston Martin Aramco-Mercedes | 0         | Odstoupil       | —     |      |
| Nejrychlejší kolo: Lewis Hamilton (Mercedes) – 1:35.867 (47. kolo) |     |                  |                              |           |                 |       |      |
| Zdroj:                                                             |     |                  |                              |           |                 |       |      |

Poznámky
1. ↑  Včetně bodu za nejrychlejší kolo.
2. ↑  Sergio Pérez obdržel penalizaci 5 sekund za nehodu s Alexem Albonem. Jeho konečná pozice tím nebyla ovlivněna.
3. ↑  George Russell byl klasifikován, jelikož dokončil více než 90 % délky závodu.
4. ↑  Lance Stroll do závodu neodstartoval z důvodu těžké havárie v kvalifikaci.

## Průběžné pořadí po závodě
|        | Pořadí | Jezdec           | Body |
| ------ | ------ | ---------------- | ---- |
|        | 1      | Max Verstappen   | 374  |
|        | 2      | Sergio Pérez     | 223  |
| 1      | 3      | Lewis Hamilton   | 180  |
| 1      | 4      | Fernando Alonso  | 170  |
|        | 5      | Carlos Sainz Jr. | 142  |
| Zdroj: |        |                  |      |

|        | Pořadí | Konstruktér                  | Body |
| ------ | ------ | ---------------------------- | ---- |
|        | 1      | Red Bull Racing-Honda RBPT   | 597  |
|        | 2      | Mercedes                     | 289  |
|        | 3      | Ferrari                      | 265  |
|        | 4      | Aston Martin Aramco-Mercedes | 217  |
|        | 5      | McLaren-Mercedes             | 139  |
| Zdroj: |        |                              |      |